# أبهر بايين (دوستان)
أبهر بایین (بالفارسية: ابهر پایین) هي قرية تقع في إيران في قسم دوستان الريفي. يقدر عدد سكانها بـ 914 نسمة .